# Eupanacra radians
Espèce
Eupanacra radianss est une espèce de lépidoptères de la famille des Sphingidae, sous-famille des Macroglossinae, tribu des Macroglossini, sous-tribu des Macroglossina et du genre Eupanacra. 

## Description
La longueur de l'aile antérieure est d'environ 24,5 mm. L'espèce ressemble à Eupanacra sinuata, mais de plus petite taille. L'aile postérieure est plus claire et plus étroite. La moitié extérieure de la face inférieure de l'aile antérieure est brun rougeâtre et la moitié intérieure est brun foncé.

## Répartition et habitat
Répartition
L'espèce est endémique en Indonésie de l’île de Sumatra.

## Systématique
- L'espèce Eupanacra radians a été décrite par l'entomologiste Bruno Gehlen en 1930, sous le nom initial de Panacra radians[1].

### Synonymie
- Panacra radians Gehlen, 1930 Protonyme